# Gilia malior
Gilia malior är en blågullsväxtart som beskrevs av Day och V. Grant. Gilia malior ingår i släktet gilior, och familjen blågullsväxter. Inga underarter finns listade i Catalogue of Life.